# Hạt nhân phóng xạ
Một hạt nhân phóng xạ (hoặc đồng vị phóng xạ) là một nguyên tử có năng lượng hạt nhân dư thừa, làm cho nó không ổn định. Năng lượng dư thừa này có thể được sử dụng theo một trong ba cách: phát ra từ hạt nhân dưới dạng bức xạ gamma; chuyển đến một trong số các electron của nó để giải phóng nó dưới dạng electron chuyển đổi; hoặc được sử dụng để tạo và phát ra một hạt mới (hạt alpha hoặc hạt beta) từ hạt nhân. Trong các quá trình đó, hạt nhân phóng xạ được cho là trải qua quá trình phân rã phóng xạ.[1]Những phát thải này được coi là bức xạ ion hóa vì chúng đủ mạnh để giải phóng một electron khỏi một nguyên tử khác. Sự phân rã phóng xạ có thể tạo ra một hạt nhân ổn định hoặc đôi khi sẽ tạo ra một hạt nhân phóng xạ không ổn định mới có thể trải qua quá trình phân rã hơn nữa. Phân rã phóng xạ là một quá trình ngẫu nhiên ở cấp độ của các nguyên tử đơn lẻ: không thể dự đoán khi nào một nguyên tử cụ thể sẽ phân rã.[2] [3] [4] [5] Tuy nhiên, đối với tập hợp các nguyên tử của một nguyên tố, tốc độ phân rã và do đó chu kỳ bán rã (t 1/2) cho tập hợp đó có thể được tính từ hằng số phân rã đo được của chúng. Phạm vi chu kỳ bán rã của các nguyên tử phóng xạ không có giới hạn đã biết và kéo dài phạm vi thời gian trên 55 bậc độ lớn.
Các hạt nhân phóng xạ xảy ra tự nhiên hoặc được sản xuất nhân tạo trong các lò phản ứng hạt nhân, cyclotron, máy gia tốc hạt hoặc máy phát hạt nhân phóng xạ. Có khoảng 730 hạt nhân phóng xạ có thời gian bán hủy dài hơn 60 phút (xem danh sách các hạt nhân). Ba mươi hai trong số đó là các hạt nhân phóng xạ nguyên thủy được tạo ra trước khi Trái Đất được hình thành. Ít nhất 60 hạt nhân phóng xạ khác có thể được phát hiện trong tự nhiên, là kết quả của hạt nhân phóng xạ nguyên thủy hoặc là hạt nhân phóng xạ được tạo ra thông qua sản xuất tự nhiên trên Trái Đất bằng bức xạ vũ trụ. Hơn 2400 hạt nhân phóng xạ có thời gian bán hủy dưới 60 phút. Hầu hết trong số đó chỉ được sản xuất một cách nhân tạo, và có thời gian bán hủy rất ngắn. Để so sánh, có khoảng 252các hạt nhân ổn định. (Về lý thuyết, chỉ có 146 trong số đó là ổn định, và 106 khác được cho là phân hủy (phân rã alpha hoặc phân rã beta hoặc phân rã beta đôi hoặc chụp điện tử hoặc chụp điện tử kép))
Tất cả các nguyên tố hóa học có thể tồn tại dưới dạng các hạt nhân phóng xạ. Ngay cả nguyên tố nhẹ nhất, hydro, cũng có một hạt nhân phóng xạ nổi tiếng, triti. Các nguyên tố nặng hơn chì, và các nguyên tố tecneti và promethium, chỉ tồn tại dưới dạng các hạt nhân phóng xạ. (Về lý thuyết, các nguyên tố nặng hơn so với dysprosium chỉ tồn tại dưới dạng hạt nhân phóng xạ, nhưng thời gian bán hủy cho một số nguyên tố như vậy (ví dụ như vàng và bạch kim) quá dài để tìm thấy)
Phơi nhiễm ngoài ý muốn với các hạt nhân phóng xạ thường có tác động có hại đối với các sinh vật sống bao gồm cả con người, mặc dù mức độ phơi nhiễm thấp xảy ra tự nhiên mà không gây hại. Mức độ gây hại sẽ phụ thuộc vào tính chất và mức độ của bức xạ được tạo ra, mức độ và tính chất tiếp xúc (tiếp xúc gần, hít hoặc nuốt) và đặc tính sinh hóa của nguyên tố; với nguy cơ ung thư tăng lên, hậu quả thông thường nhất. Tuy nhiên, các hạt nhân phóng xạ có đặc tính phù hợp được sử dụng trong y học hạt nhân cho cả chẩn đoán và điều trị. Một chất đánh dấu hình ảnh được làm bằng các hạt nhân phóng xạ được gọi là chất đánh dấu phóng xạ. Một loại dược phẩm được sản xuất với các hạt nhân phóng xạ được gọi là dược phẩm phóng xạ.